# Бригс и Лулу
„Бригс и Лулу“ (на английски: Dog) е американска трагикомедия от 2022 г. на режисьорите Чанинг Тейтъм и Рийд Каролин (в режисьорските им дебюти). Във филма участват Чанинг Тейтъм, Джейн Адамс, Кевин Неш, К'орианка Килчър, Итън Супли, Ейми Ревър-Лампман и Никол ЛаЛиберте.
Филмът е пуснат в САЩ на 18 февруари 2022 г. от United Artists Releasing, от Universal Pictures в световен мащаб, и Entertainment Film Distributors във Великобритания.

## Актьорски състав
| Актьор             | Роля          |
| ------------------ | ------------- |
| Чанинг Тейтъм      | Джаксън Бригс |
| Джейн Адамс        | Тамара        |
| Кевин Неш          | Гюс           |
| К'орианка Килчър   | Ники          |
| Итън Супли         | Ноа           |
| Ейми Ревър-Лампман | Бела          |
| Никол ЛаЛиберте    | Зоуи          |
| Люк Форбес         | Джоунс        |
| Рони Джийн Блевинс | Кевин         |
| Акуела Зол         | Калан         |

## Продукция
На 5 ноември 2019 г. Чанинг Тейтъм и Рийд Каролин са наети да дебютират като режисьори, със сценария на Каролин и Брет Родригез. Тейтъм и Каролин са продуценти на филма, както и Питър Киърнън и Грегъри Джейкъбс чрез Free Association. На 2 март 2020 г. Metro-Goldwyn-Mayer придобива северноамериканските разпространяващи права на филма.
Освен че режисира филма, Тейтъм също участва в главна роля. През декември 2020 г. К'орианка Килчър е добавена в актьорския състав. На 15 ноември 2019 г. снимачния процес е обявен да започне в средата на 2020 г. Заснет е във Валенсия и Ланкастър, Калифорния по време на пандемията от COVID-19.

## Пускане
Филмът е оригинално предвиден да бъде пуснат в Съединените щати на 12 февруари 2022 г., но е отложен до юли, по време на пандемията от COVID-19. Датата по-късно е разкрита да бъде на 16 юли. Преместен е отново до 18 февруари 2022 г.